# Mistrzostwa Świata w Wioślarstwie 1974
4. Mistrzostwa Świata w Wioślarstwie odbyły się w dniach 29 sierpnia–1 września (zawody kobiet) oraz 4–8 września (zawody mężczyzn) 1974 r. w szwajcarskiej Lucernie (po raz 2. w historii). Zgodnie z programem mistrzostw rozegrano 11 konkurencji wioślarskich dla mężczyzn (debiut czwórki podwójnej oraz konkurencji wagi lekkiej: jedynki, czwórki bez sternika i ósemki) oraz premierowo 6 konkurencji wioślarskich dla kobiet. Zawody zorganizowano na jeziorze Rotsee.

## Wyniki

### Mężczyźni
| Konkurencja                              | Złoto | Czas    | Srebro | Czas    | Brąz | Czas    | Źródło       |
| ---------------------------------------- | --- | ------- | --- | ------- | --- | ------- | ------------ |
| M1x (jedynka)                            | Wolfgang Hönig | 7:20.11 | Jim Dietz | 7:23.95 | Mykoła Dowhań | 7:24.74 | [ 2 ] [ 3 ]  |
| M2x (dwójka podwójna)                    | NRD Christof Kreuziger · Hans-Ulrich Schmied | 6:35.95 | Norwegia Alf Hansen · Frank Hansen | 6:38.34 | Wielka Brytania Chris Baillieu · Michael Hart | 6:43.32 | [ 4 ] [ 3 ]  |
| M2- (dwójka bez sternika)                | NRD Bernd Landvoigt · Jörg Landvoigt | 6:59.09 | Rumunia Ilie Oanță · Dumitru Grumezescu | 7:03.99 | Polska Alfons Ślusarski · Zbigniew Ślusarski | 7:04.64 | [ 5 ] [ 3 ]  |
| M2+ (dwójka ze sternikiem)               | ZSRR Władimir Jeszynow · Nikołaj Iwanow · Aleksandr Łukjanow (sternik)                                                                                                   | 7:21.90 | NRD Wolfgang Gunkel · Jörg Lucke · Klaus-Dieter Neubert (sternik) | 7:27.86 | Czechosłowacja Oldřich Svojanovský · Pavel Svojanovský · Vladimír Petříček (sternik)                                                                     | 7:29.93 | [ 6 ] [ 3 ]  |
| M4x (czwórka podwójna)                   | NRD Joachim Dreifke · Götz Draeger · Rüdiger Reiche · Jürgen Bertow | 6:04.01 | ZSRR W. Mustafajew · Ł. Koszel · Jurij Jakimow · Giennadij Korszykow | 6:05.79 | Czechosłowacja Filip Koudela · Zdeněk Pecka · Miroslav Laholík · Jaroslav Hellebrand                                                                     | 6:08.12 | [ 7 ] [ 3 ]  |
| M4- (czwórka bez sternika)               | NRD Siegfried Brietzke · Andreas Decker · Stefan Semmler · Wolfgang Mager                                                                                                | 6:19.20 | ZSRR Raul Arnemann · Nikołaj Kuzniecow · Siergiej Pozdiejew · Anuszawan Gasan-Dżałałow                                                                                     | 6:22.83 | RFN Peter van Roye · Klaus Jäger · Bernd Truschinski · Reinhard Wendemuth                                                                                | 6:27.01 | [ 8 ] [ 3 ]  |
| M4+ (czwórka ze sternikiem)              | NRD Andreas Schulz · Rüdiger Kunze · Ullrich Dießner · Walter Dießner · Wolfgang Groß (sternik)                                                                          | 6:26.38 | ZSRR Giennadij Moskowski · Aleksandr Pluszkin · Władimir Wasiljew · Anatolij Niemtyriew · Igor Rudakow (sternik)                                                           | 6:27.34 | RFN Hans-Johann Färber · Ralph Kubail · Peter-Michael Kolbe · Peter Niehusen · Uwe Benter (sternik)                                                      | 6:27.98 | [ 9 ] [ 3 ]  |
| M8+ (ósemka)                             | Stany Zjednoczone Alan Shealy · Hugh Stevenson · Richard Cashin · Mark Norelius · John Everett · Mike Vespoli · Tim Mickelson · Kenneth Brown · David Weinberg (sternik) | 5:46.37 | Wielka Brytania Frederick Smallbone · John Yallop · Tim Crooks · Hugh Matheson · David Maxwell · Jim Clark · Bill Mason · Lenny Robertson · Patrick Sweeney (sternik)      | 5:47.49 | Nowa Zelandia Tony Hurt · Danny Keane · Lindsay Wilson · Joe Earl · Trevor Coker · Alec McLean · Dave Rodger · Ross Blomfield · David Simmons (sternik)  | 5:47.84 | [ 10 ]       |
| Konkurencje wagi lekkiej                 | |         | |         | |         |              |
| LM1x (jedynka wagi lekkiej)              | Bill Belden | 7:33.72 | Harald Punt | 7:36.80 | Reto Wyss | 7:36.96 | [ 11 ]       |
| LM4- (czwórka bez sternika wagi lekkiej) | Australia Campbell Johnstone · Andrew Michelmore · Geoffrey Rees · Colin Smith                                                                                           | 6:38.12 | Holandia Los · Hans Pieterman · Jannes Bruyn · Hans Lycklama | 6:43.26 | Stany Zjednoczone Andrew Washburn · Barry Selick · James Ehrmann · Peter Huntsman                                                                        | 6:43.48 | [ 12 ]       |
| LM8+ (ósemka wagi lekkiej)               | Stany Zjednoczone Matthew Baldino · Joseph Gaynor · Ralph Nauman · David Harman · Eric Aserlind · Richard Ewing · Mick Feld · Richard Grogan · John Hartigan (sternik)   | 6:15.25 | Holandia Cornelis Bos · L. Burghgraef · E. van der Snoek · W. Mulder · B. van Aken · G. van der Werff · Ch. Hoynck van Papendrecht · H. Hommen · M. van de Broek (sternik) | 6:17.54 | RFN Uwe Barwig · Wolfgang Fritsch · Paul Lutz · Julius Nick · Lutz Kalmbacher · Michael Speth · Ekkehard Braun · Wolfgang Gabler · Willi Seyer (sternik) | 6:17.54 | [ 13 ] [ 3 ] |

### Kobiety
| Konkurencja                           | Złoto | Czas    | Srebro | Czas    | Brąz | Czas    | Źródło       |
| ------------------------------------- | --- | ------- | --- | ------- | --- | ------- | ------------ |
| W1x (jedynka)                         | Christine Scheiblich | 3:46.52 | Genovaitė Ramoškienė | 3:52.38 | Christine Wasterlain | 3:53.08 | [ 14 ] [ 3 ] |
| W2x (dwójka podwójna)                 | ZSRR Jelena Antonowa · Galina Jermołajewa | 3:24.00 | RFN Astrid Hohl · Regine Adam | 3:26.43 | NRD Gisela Medefindt · Rita Schmidt | 3:28.78 | [ 15 ] [ 3 ] |
| W2- (dwójka bez sternika)             | Rumunia Marilena Ghiță · Cornelia Neacșu | 3:43.12 | NRD Renate Bänsch · Bergit Heinze | 3:45.18 | ZSRR Janina Czigowska · Rūta Veinberga | 3:45.43 | [ 16 ] [ 3 ] |
| W4x+ (czwórka podwójna ze sternikiem) | NRD Roswietha Reichel · Ursula Wagner · Jutta Lau · Sybille Tietze · Liane Weigelt (sternik)                                                                         | 3:19.81 | Rumunia Ioana Tudoran · Elisabeta Lazăr · Doina Bardaş · Teodora Boicu · Elena Giurcă (sternik)                                                                                    | 3:21.92 | ZSRR Nadieżda Szczerbak · Natalja Gorodiłowa · Walentina Iwczenkowa · Antonina Mariszkina · Irina Moisiejenko (sternik)                                                 | 3:22.64 | [ 17 ] [ 3 ] |
| W4+ (czwórka ze sternikiem)           | NRD Rosel Nitsche · Angelika Noack · Renate Schlenzig · Sabine Dähne · Christa Karnath (sternik)                                                                     | 3:28.99 | Holandia Liesbeth Vosmaer-de Bruin · Ingrid Dusseldorp · Myriam Steenman · Liesbeth de Graaff · Marijke Kraayenhof (sternik)                                                       | 3:31.19 | Rumunia Marlena Predescu · Maria Kabat · Elena Avram · Angelica Chertic · Aneta Matei (sternik)                                                                         | 3:32.71 | [ 18 ] [ 3 ] |
| W8+ (ósemka)                          | NRD Henrietta Dobler · Helma Lehmann · Ilona Richter · Bianka Schwede · Brigitte Ahrenholz · Irina Müller · Gunhild Blanke · Doris Mosig · Sabine Brincker (sternik) | 3:04.82 | ZSRR Nina Bystrowa · Walentina Rubcowa · Nina Abramowa · Sofija Szurkałowa · Walentina Jermakowa · Łarisa Siergiejewa · Wiera Aleksiejewa · Nina Fiłatowa · Nina Frołowa (sternik) | 3:05.05 | Rumunia Elena Oprea · Florica Petcu · Georgeta Militaru · Cristel Wiener · Aurelia Marinescu · Iuliana Balaban · Elena Avram · Angelica Chertic · Aneta Matei (sternik) | 3:08.31 | [ 19 ] [ 3 ] |

## Klasyfikacja medalowa
| Miejsce | Reprezentacja     | Złoto | Srebro | Brąz | Razem |
| ------- | ----------------- | ----- | ------ | ---- | ----- |
| 1.      | NRD               | 10    | 2      | 1    | 13    |
| 2.      | Stany Zjednoczone | 3     | 1      | 1    | 5     |
| 3.      | ZSRR              | 2     | 5      | 3    | 10    |
| 4.      | Rumunia           | 1     | 2      | 2    | 5     |
| 5.      | Australia         | 1     | 0      | 0    | 1     |
| 6.      | Holandia          | 0     | 4      | 0    | 4     |
| 7.      | RFN               | 0     | 1      | 3    | 4     |
| 8.      | Wielka Brytania   | 0     | 1      | 1    | 2     |
| 9.      | Norwegia          | 0     | 1      | 0    | 1     |
| 10.     | Czechosłowacja    | 0     | 0      | 2    | 2     |
| 11.     | Belgia            | 0     | 0      | 1    | 1     |
| 11.     | Nowa Zelandia     | 0     | 0      | 1    | 1     |
| 11.     | Polska            | 0     | 0      | 1    | 1     |
| 11.     | Szwajcaria        | 0     | 0      | 1    | 1     |
| Razem   | Razem             | 17    | 17     | 17   | 51    |